# Бонічес
Бонічес (ісп. Boniches) — муніципалітет в Іспанії, у складі автономної спільноти Кастилія-Ла-Манча, у провінції Куенка. Населення — 151 особа (2010).
Муніципалітет розташований на відстані близько 180 км на схід від Мадрида, 45 км на схід від Куенки.

## Демографія
Динаміка населення (INE ):